# Babacar Touré
Babacar Touré (Kaolack, 14 novembre 1985) è un ex cestista senegalese.

## Carriera
Con il Senegal ha disputato i Campionati africani del 2011 e i Campionati mondiali del 2019.

## Palmarès

### Club
- Campionato svizzero: 3

Lions de Genève: 2012-13
Fribourg Olympic: 2017-18, 2018-19
- Coppa Svizzera: 2

Fribourg Olympic: 2018, 2019
- Coppa di Lega: 3

Lions de Genève: 2013
Neuchâtel: 2014
Fribourg Olympic: 2018
- LNB: 1

Vevey Riviera Basket: 2016-17

### Individuale
- MVP Campionato svizzero: 3

2014-15, 2015-16, 2017-18
- MVP Coppa di Lega svizzera: 1

2018
- MVP LNB: 1

2016-17